# Ашфийлд (община)
Община „Ашфийлд“ (на английски: Ashfield) е една от осемте административни единици в област (графство) Нотингамшър, регион Ийст Мидландс.
Населението на общината към 2008 година е 116 500 жители разпределени в множество селища на площ от 109.6 квадратни километра. Административен център на общината е град Къркби ин Ашфийлд.

## География
Община „Ашфийлд“ е разположена в средната западна част на област Нотингамшър по границата с графство Дарбишър. Заема малка гъсто населена площ, чиято южна част е причислявана към агломерацията „Голям Нотингам“.
Градове на територията на общината:
| град              | на английски       | население |
| ----------------- | ------------------ | --------- |
| Къркби ин Ашфийлд | Kirkby-in-Ashfield | 25 265    |
| Сътън ин Ашфийлд  | Sutton-in-Ashfield | 41 951    |
| Хъкнал            | Hucknall           | 29 188    |

## Демография
За седемгодишен период, от последното официално преброяване през 2001 година (показало 111 387 жители) до 2008 година с данни за 116 500 жители, населението на общината се е увеличило с 5113 души = 4,59%.
Разпределение на населението по религиозна принадлежност към 2001 година:
| религия          | на английски        | брой жители | % |
| ---------------- | ------------------- | ----------- | - |
| Християни        | Christian           | 81 166      |   |
| Будисти          | Buddhist            | 86          |   |
| Хиндуисти        | Hindu               | 107         |   |
| Евреи            | Jewish              | 41          |   |
| Мюсюлмани        | Muslim              | 141         |   |
| Сикхи            | Sikh                | 114         |   |
| Други            | Other               | 185         |   |
| Атеисти          | No religion         | 19 811      |   |
| Запазена в тайна | Religion not stated | 9736        |   |
| общо             |                     | 111 387     |   |